# 三線二星
三線二星。為中華民國警察職務階级之一，高階警察幹部，佩階三線二星，官等列「警監四階至警監二階」，同一般公務員簡任第十職等至第十二職等，相當於軍職上校至少將，上級為三線三星（第二序列），下級為三線一星。

三線二星（第三序列）職務階級識別章

## 概要
經公務人員特種考試（一般）警察人員考試及格，並經中央警察大學畢業或訓練合格，依法任職。

## 主要職稱
警政署（本部）
1. 專門委員
2. 組長、主任
3. 副組長、副主任
4. 督察

中央警察大學
1. 主任秘書

- 學務處

1. 學務長

- 教務處

1. 教務長

- 總務處

1. 總務長

- 學生總隊

1. 總隊長
2. 副總隊長

- 推廣教育中心

1. 主任

警政署所屬機關
- 保安警察第三~七總隊：

1. 總隊長
2. 副總隊長
3. 主任秘書

- 鐵路警察局：

1. 副局長
2. 主任秘書

- 航空警察局：

1. 副局長
2. 主任秘書

- 國道公路警察局：

1. 副局長
2. 主任秘書

- 港務警察總隊總隊長
- 警察通訊所所長

臺灣警察專科學校
1. 教育長
2. 主任秘書

刑事警察局
1. 副局長
2. 主任秘書
3. 警政監

地方警察局（本部）
- 直轄市警局

1. 副局長
2. 主任秘書、督察長
3. 警政監

- 縣市警局局長

## 相等職級
- 內政部消防署 三線二星「警監三階」

- 海洋委員會海巡署艦隊分署「警監三階」

中華民國內政部消防署：副局長（直轄市）、局長（縣市）、隊長（副隊長）、組長、室主任、警監（簡任）秘書、警監（簡任）視察、專門委員、簡任技正

中華民國海洋委員會海巡署艦隊分署：副分署長

- 法務部矯正署 三線二星  薦任第九職等至簡任第十職等

中華民國法務部矯正署：機關首長、機關副首長（簡任第十職等 ）

- 警視長（日本警察）